# Карисса
Кари́сса (лат. Carissa) — род мелких деревьев и сильно ветвистых колючих кустарников семейства Кутровые (Apocynaceae).
Род состоит из 8 видов, произрастающих в тропических и субтропических районах Африки, Австралии и Гонконга, а также на Кипре.
Китайское название растения — кит. трад. 假虎刺属, пиньинь jia hu ci shu.
В Гонконге используется название Ka Man (嘉敏).

## Описание

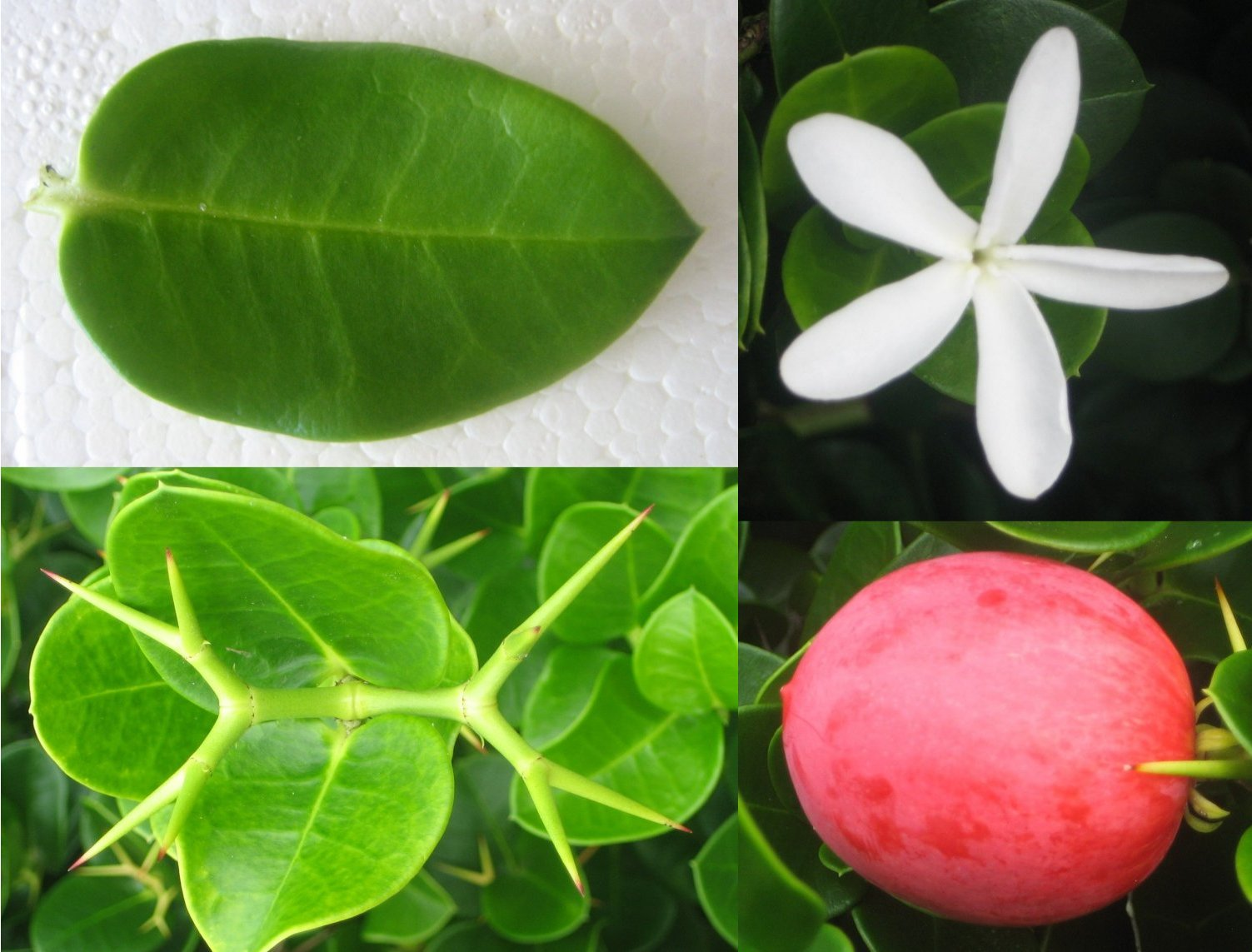
Carissa macrocarpa

Растения высотой от 2 до 10 м. Ветви колючие с восковыми листьями продолговатой формы длиной 3—8 см.
Большую часть года растение цветёт. Цветки пяти-лепестковые, диаметром от 1 до 5 см, с белым или розовым венчиком.
Плод — ягода в форме сливы, длиной от 1,5 до 6 см, от красного до тёмно-фиолетового или чёрного цвета, в зависимости от вида. В созревшем плоде содержится до 16 плоских коричневых семян.

## Использование
Плоды съедобны и считаются фруктами.
Растение применяют в живых изгородях из-за изобилия острых шипов.

## Виды
По информации базы данных The Plant List, род включает 8 видов:
- Carissa bispinosa (L.) Desf. ex Brenan
- Carissa boiviniana (Baill.) Leeuwenb.
- Carissa carandas L. typus[2] — Карисса каранда[3]
- Carissa haematocarpa (Eckl.) A.DC.
- Carissa macrocarpa (Eckl.) A.DC. — Карисса крупноцветковая, или Ягодичная слива
- Carissa pichoniana Leeuwenb.
- Carissa spinarum L.
- Carissa tetramera (Sacleux) Stapf